# Francisca Sarasate
Francisca Sarasate Navascués (La Coruña, 29 de noviembre de 1853-Pamplona, 1 de mayo de 1922) fue una escritora española. Firmó algunos de sus libros como Francisca Sarasate de Mena debido al apellido de su marido. 

## Biografía
Fue hija del músico militar Miguel Sarasate Juanena y de Francisca Javiera Navascués Oarriechena, mientras estaba el padre destinado en La Coruña nació esta hermana del violinista Pablo Sarasate. Ella, soslayando el lugar de su nacimiento, se consideró navarra como el resto de su familia.
Se casó con el catedrático y escritor carlista Juan Cancio Mena, del que enviudó en abril de 1916.
Su primera novela fue una colaboración en La Ilustración Española y Americana en 1879. Su labor intelectual le granjeó cierta admiración entre músicos de renombre como Camille Saint-Saëns, que en 1880 compuso en su honor la jota aragonesa «A mademoiselle Paquita de Sarasate». En 1882 fue 5.º premio —consistente en una pluma de oro— en el certamen que organizó el Ayuntamiento de Alba de Tormes con motivo del III Centenario de la muerte de Teresa de Ávila. 
Pronunció varias conferencias en el Ateneo de Zaragoza y fue directora de La Gaceta de París. Algunas de sus poesías fueron musicadas por su hermano.

## Obra
- Un libro para las pollas. Novela de costumbres contemporáneas relacionadas con la educación de la mujer. Obra útil a las madres y a las hijas (novela, 1876; Madrid: Imprenta de Aribau y Cía.)
- Noticias biográficas del primer período de la vida artística de don Pablo Sarasate (Pamplona, 1878 - ver Recuerdos de Sarasate en La Avalancha, 1921).[6]
- Horizontes poéticos (poesía, 1881).
- Amor divino (1883).
- Fulvia, o los primeros cristianos (novela corta, 1889).
- Una velada poética en el Ateneo de Zaragoza (1890).
- Romancero aragonés (poesía, 1894; Zaragoza: Tipografía del Hospicio).
- Cuentos vascongados (cuentos, 1896; Barcelona: A. López Robert).[7]
- Poesías religiosas (poesía, 1900; Madrid: Imprenta de San Francisco de Sales).
- Pensamienos místicos (poesía, 1910; Barcelona: Lluis Gili).
- Recuerdos de Sarasate (incluyendo caricaturas, 1921 en la revista pamplonesa La Avalancha: entre los números 621 y 633).[8]

## Premios y reconocimientos
- En 1883, «Pluma de oro y ágata» (5.º premio) en el certamen de Alba de Tormes con motivo del III Centenario de la muerte de Teresa de Ávila,[6] por “Amor divino”.